# گیمبال کبری جی-۲

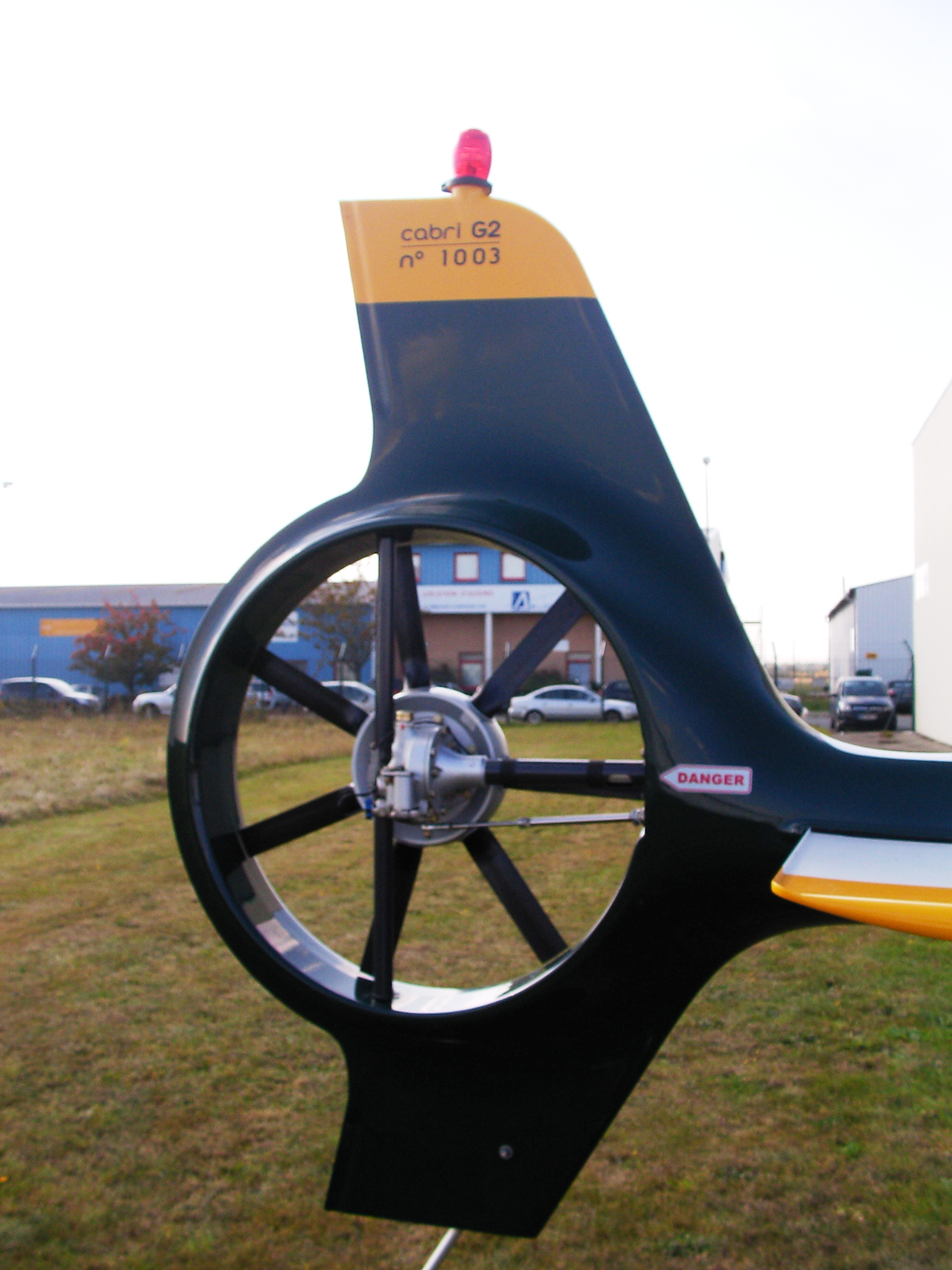
Cabri Fenestron tail rotor

گیمبال کبری جی-۲ (به انگلیسی: Guimbal Cabri G2) یک بالگرد بسیار سبک ساخت شرکت فرانسوی گیمبال هلیکاپترز است. گیمبال جی-۲ توسط مهندس برونو گیمبال ساخته شد که در گذشته سابقهٔ فعالیت در شرکت ایرباس هلیکوپترز را داشت. وی طراحی بالگرد جی-۲ را در دهه ۱۹۸۰ میلادی آغاز کرد و نخستین پیش‌نمونه از آن با نام جی-۱ در سال ۱۹۹۲ به نمایش درآمد. پس از سپری کردن مراحل توسعه و طراحی و رفع ایرادها، این بالگرد در سال ۲۰۰۵ تکمیل شد و در سال ۲۰۰۸ میلادی گواهی ایمنی را از سازمان‌های امنیت پرواز دریافت نمود و در همان سال وارد بازار شد. این بالگرد که عمده مصرف آن برای هوانوردی عمومی و آموزش پرواز است، در یک نوع بدون سرنشین نیز تولید شده‌است. گیمبال جی-۲ دارای یک موتور رفت و برگشتی است.

## مشخصات

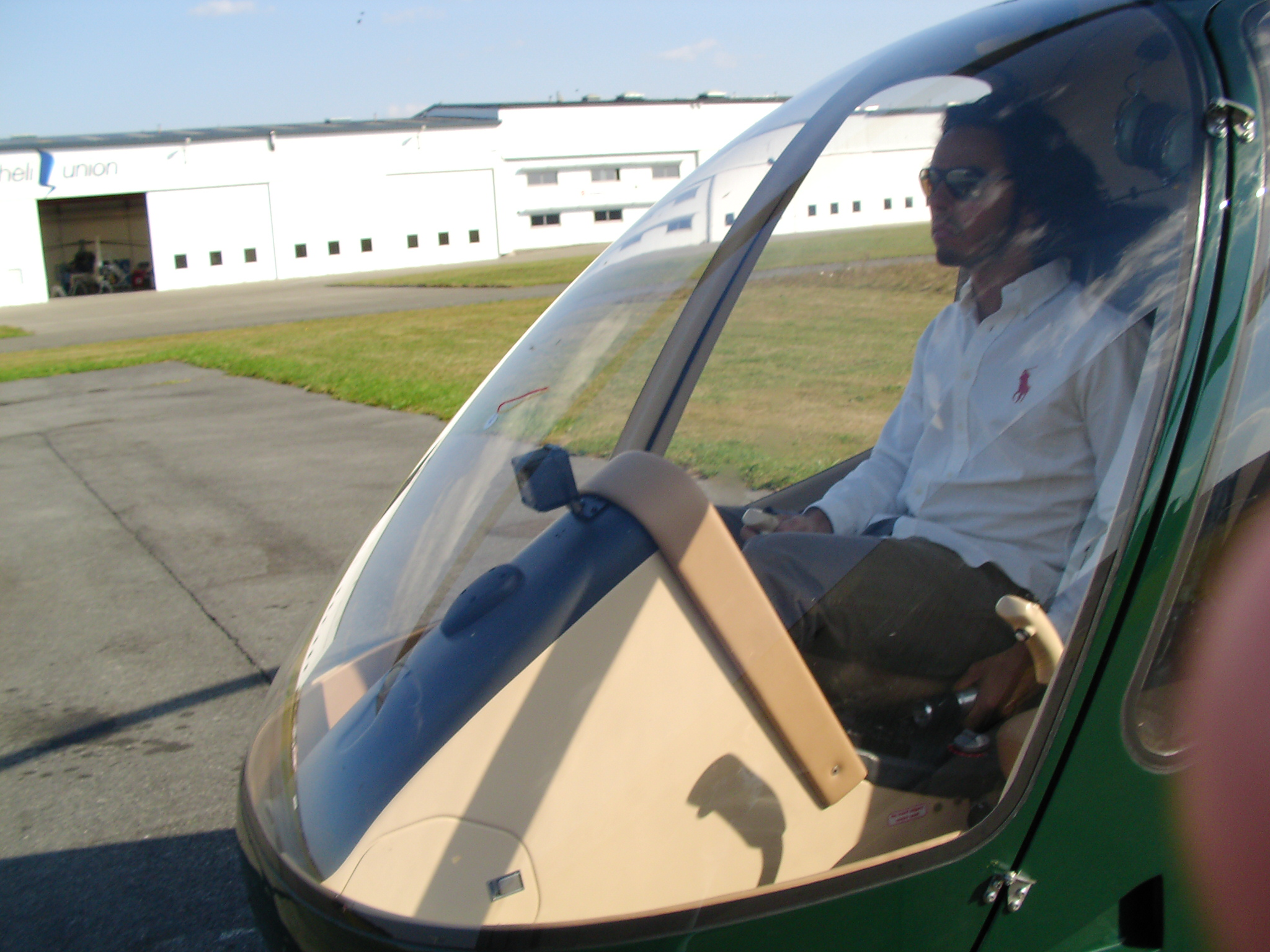
Forward cabin view of a Cabri G2

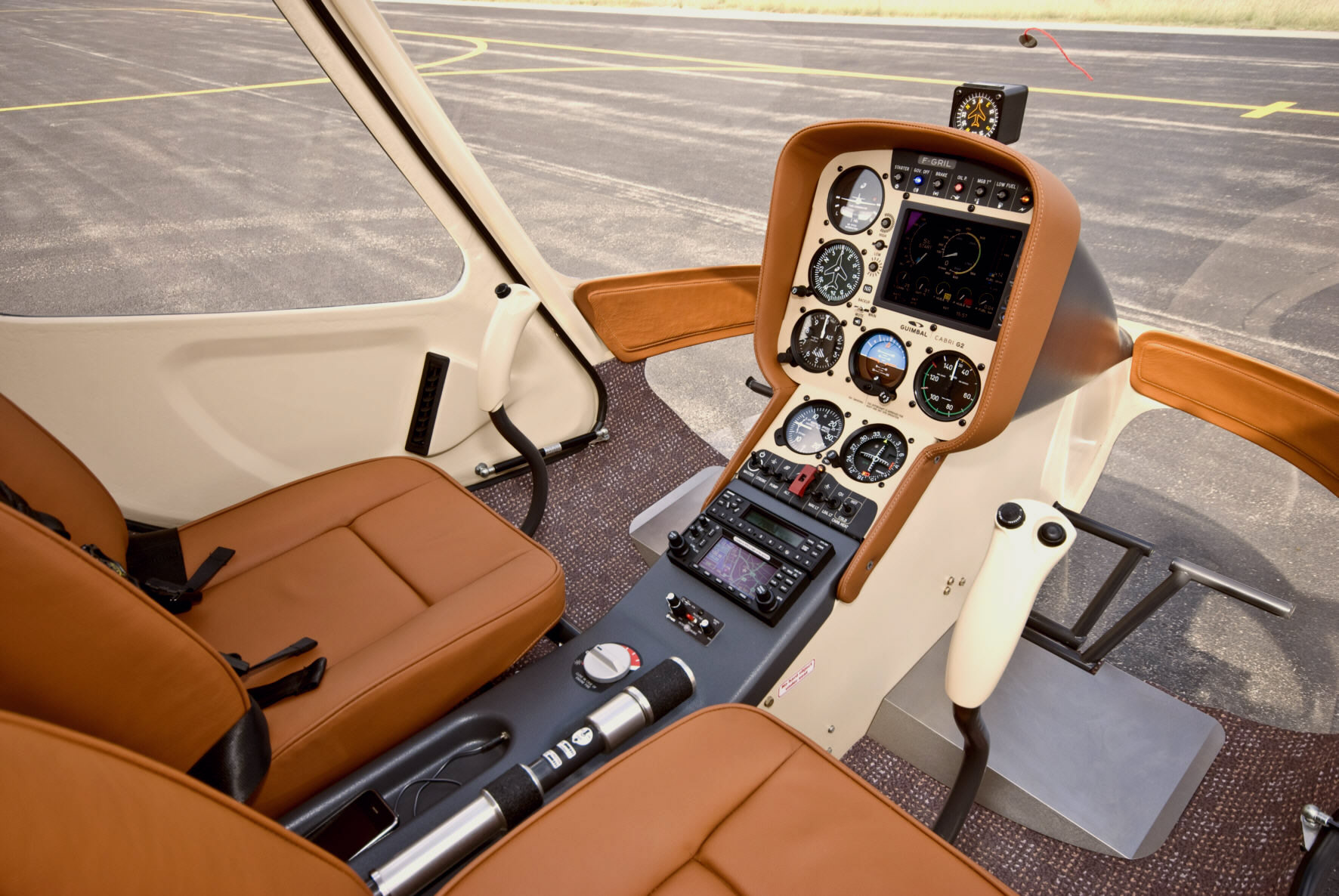
Cockpit of a Cabri G2

داده‌ها از EASA Type Certificate Data Sheet, Guimbal, Blade
ویژگی‌های عمومی
- خدمه: ۲ نفر (خلبان و سرنشین) - قابلیت جداشدن کنترلگرهای پرواز بالگرد برای سرنشین
- طول: ۶٫۳۱ متر (۲۰ فوت ۸ اینچ)
- عرض: ۱٫۲۴ متر (۴ فوت ۱ اینچ)
- ارتفاع: ۲٫۳۷ متر (۷ فوت ۹ اینچ)
- وزن ناخالص: ۷۰۰ کیلوگرم (۱٬۵۴۳ پوند)
- پیشرانه: ۱ عدد  Lycoming O-360-J2A موتور پیستونی، ۱۰۸ کیلووات (۱۴۵ اسب بخار)
- قطر روتور اصلی:  ۷٫۲ متر (۲۳ فوت ۷ اینچ)

عملکرد
- حداکثر سرعت: ۱۸۵ کیلومتر بر ساعت (۱۱۵ مایل بر ساعت، ۱۰۰ گره)
- سرعت کروز: ۱۶۶ کیلومتر بر ساعت (۱۰۴ مایل بر ساعت، ۹۰ گره)
- بُرد: ۷۰۰ کیلومتر (۴۳۰ مایل، ۳۸۰ مایل دریایی)
- مداومت پروازی: 4.5 hours
- حداکثر ارتفاع: ۳٬۹۶۳ متر (۱۳٬۰۰۰ فوت)